# Rupert Simonian
Rupert James West Simonian (Londra, 25 gennaio 1991) è un attore inglese.
Ha fatto il suo debutto cinematografico a 11 anni, nel film Peter Pan del 2003.
Dopo Peter Pan, ha preso parte in molti altri ruoli, soprattutto televisivi.
Fino all'età di 16 anni, ha frequentato la Harrodian School, una scuola privata situata nel sud-ovest di Londra, ed insieme a lui, vi erano anche Theodore Chester e George MacKay, anche loro interpreti del film Peter Pan.

## Filmografia parziale
- Peter Pan, regia di P.J. Hogan (2003)
- The Constant Gardener - La cospirazione (The Constant Gardener), regia di Fernando Meirelles (2005)
- Ragazzi miei (The Boys Are Back), regia di Scott Hicks (2009)
- I misteri di Murdoch (Murdoch Mysteries) - serie TV, episodio 9x09 (2016)